# Pawieł Komołow
Pawieł Dmitrijewicz Komołow (ur. 10 marca 1989 w Leningradzie) – rosyjski piłkarz występujący na pozycji pomocnika.
Jest wychowankiem Zenitu Petersburg, jednakże nigdy nie zadebiutował w barwach pierwszej drużyny i występował tylko w zespołach młodzieżowych oraz w rezerwach. Na początku 2010 roku podpisał kontrakt z litewskim Žalgirisem Wilno. Drugą połowę sezonu 2010/2011 spędził na wypożyczeniu w polskim GKS-ie Bełchatów. 16 lipca 2015 został piłkarzem rosyjskiego Amkar Perm, a w 2018 trafił do Jeniseju Krasnojarsk.
Komołow był młodzieżowym reprezentantem Rosji do lat 20.

## Statystyki kariery
| Sezon     | Klub                  | Kraj   | Mecze | Gole |
| --------- | --------------------- | ------ | ----- | ---- |
| 2006      | Zenit-d Petersburg    | Rosja  | 6     | 0    |
| 2007      | Zenit-d Petersburg    | Rosja  | 23    | 0    |
| 2008      | Zenit Petersburg (ME) | Rosja  | 27    | 0    |
| 2009      | Zenit Petersburg (ME) | Rosja  | 26    | 2    |
| 2010      | Žalgiris Wilno        | Litwa  | 25    | 5    |
| 2010/2011 | GKS Bełchatów         | Polska | 10    | 0    |
| 2011      | Žalgiris Wilno        | Litwa  | 4     | 0    |
| 2012      | Žalgiris Wilno        | Litwa  | 32    | 6    |
| 2013      | Žalgiris Wilno        | Litwa  | 29    | 6    |
| 2014/2015 | GKS Bełchatów         | Polska | 10    | 0    |
| 2015/2016 | Amkar Perm            | Rosja  | 17    | 1    |
| 2016/2017 | Amkar Perm            | Rosja  | 28    | 0    |
| 2017/2018 | Amkar Perm            | Rosja  | 23    | 1    |